# Erebia albifasciata
Erebia albifasciata är en fjärilsart som beskrevs av Goltz 1939. Erebia albifasciata ingår i släktet Erebia och familjen praktfjärilar. Inga underarter finns listade i Catalogue of Life.